# Henry Hoobin
Henry Francis Hoobin (Montreal, 15 februari 1879 - Montreal, 20 juli 1921) was een Canadees lacrossespeler. 
Met de Canadese ploeg won Hoobin de olympische gouden medaille in 1908.

## Resultaten
- 1908  Olympische Zomerspelen in Londen